# Église de la Présentation-de-la-Mère-de-Dieu-au-Temple de Lipljan
Pour les articles homonymes, voir Église de la Présentation-de-la-Mère-de-Dieu-au-Temple.
L’église de la Présentation-de-la-Mère-de-Dieu-au-Temple de Lipljan (en serbe cyrillique : Црква Ваведења Богородичиног у Липљану ; en serbe latin : Crkva Vavedenja Bogorodičinog u Lipljanu) est une église orthodoxe serbe située à Lipjan/Lipljan, au Kosovo. Elle a été construite au début du XIVe siècle. Depuis 1990, elle est inscrite sur la liste des monuments culturels d'importance exceptionnelle de la république de Serbie. Au moment des troubles de 2004 au Kosovo, l'église a été vandalisée ; en 2005, avec l'aide financière de l'Union européenne, des travaux ont été entrepris pour rendre l'église à son état originel.

## Architecture
L'église de la Présentation de la Mère-de-Dieu au Temple, sans doute construite entre 1310 et 1320, est constituée d'une nef unique avec des voûtes en berceau, prolongée d'une abside à trois pans et précédée d'un narthex. Les murs se caractérisent par un appareil de pierres et de briques alternées ; les façades sont décorées de moulures peu profondes et d'arcatures aveugles.

## Décor intérieur
L'iconostase a été construite lors d'une restauration de l'église au XVIe siècle. Des fresques du XIVe siècle, d'auteur inconnu et en partie préservées, sont encore visibles sur le mur nord de la nef. D'autres peintures ont été réalisées lors de la restauration du XVIe siècle et ces travaux de décoration se sont prolongés, de façon intermittente, jusqu'en 1621 ; y sont représentés, à l'autel, des scènes de l'Eucharistie, dans l'iconostase et la nef les grandes fêtes liturgiques et les grands miracles du Christ et, dans le narthex, des scènes du Jugement dernier, des scènes de la vie des saints et la guérison miraculeuse de Stefan Dečanski. 

## Restauration
L'architecture et les fresques ont été restaurées entre 1955 et 1958. Lors des troubles de 2004 au Kosovo, des grenades ont été jetées sur l'édifice, endommageant les murs ; en 2005, l'église a été entourée d'une clôture en fer ; d'autres travaux sont prévus dans le cade de l'UNESCO.